# A doua campanie din Guangxi
A doua campanie din Guangxi a fost o contraofensivă chineză pe trei fronturi pentru a prelua ultima fortăreață japoneză importantă din provincia Guangxi, China de Sud în august 1945. Campania a avut succes, ajungându-se la eliminarea trupelor japoneze din zona Shanghai.